# Эгмонт, Ян II
Ян II ван Эгмонт (нидерл. Jan II van Egmont; 1385— 4 января 1451) — сеньор Эгмонта в 1409-1423 годах. Сын Арнольда I сеньора д’Эгмонд (1369–1409) и Иоланты Лейнингенской (?— 24 апреля 1434).

## Биография
Жан был сыном Арнольда д’Эгмонд и Иоланты Лейнингенской. Первое упоминание о нём датируется 1405 годом, когда проходили переговоры в Хагестейне. В 1409 году после смерти отца он унаследовал титул сеньора Эгмонта.
С 1423 до 1433 годы был регентом герцогства Гельдерн при своём сыне Арнольде Эгмонт.